# Списак основних школа у Јужнобачком округу
Списак државних основних школа у Јужнобачком управном округу односно Граду Новом Саду и општинама Бач, Бачка Паланка, Бачки Петровац, Беочин, Бечеј, Врбас, Жабаљ, Темерин, Тител, Сремски Карловци и Србобран.

## Општина Бач
| Основна школа    | Адреса                 | Година оснивања | Ранији назив |
| ---------------- | ---------------------- | --------------- | ------------ |
| ОШ Алекса Шантић | Маршала Тита 3, Вајска |                 |              |

## Општина Бачка Паланка
| Основна школа         | Адреса                       | Година оснивања | Ранији назив |
| --------------------- | ---------------------------- | --------------- | --- |
| ОШ Браћа Новаков      | Краља Петра I 10, Силбаш     | 1957.           | Српска државна основна школа – Словачка државна основна школа радила је од 1919. године до 1930. када мења назив у Државна основна школа, од 1934. ради као Државна народна школа „Др Светозар Милетић”, од 1944. Основна школа – Силбаш, од 1955. до 1957. као Осмогодишња школа Силбаш |
| ОШ Вук Караџић        | Доситејева бб                |                 | |
| ОШ Десанка Максимовић | Скојевска 1                  | 1956.           | Основна школа "Клара Фејеш" |
| ОШ Свети Сава         | Трг братства и јединства 22  | 1956.           | Основна школа "Веселин Маслеша" |
| ОШ Жарко Зрењанин     | Краља Петра Првог 7, Обровац |                 | |

## Општина Бачки Петровац
| Основна школа        | Адреса                | Година оснивања | Ранији назив |
| -------------------- | --------------------- | --------------- | ------------ |
| ОШ Јан Амос Коменски | Маршла Тита 7, Кулпин |                 |              |

## Општина Беочин
| Основна школа          | Адреса              | Година оснивања | Ранији назив |
| ---------------------- | ------------------- | --------------- | ------------ |
| ОШ Јован Грчић Миленко | Милоша Црњанског бб |                 |              |

## Општина Бечеј
| Основна школа        | Адреса                              | Година оснивања | Ранији назив |
| -------------------- | ----------------------------------- | --------------- | ------------ |
| ОШ Петефи Шандор     | Републиканска 13                    |                 |              |
| ОШ Север Ђуркић      | Зелена улица 10                     |                 |              |
| ОШ Здравко Гложански | Доситејева бб                       |                 |              |
| ОШ Светозар Марковић | Школска 3, Бачко Градиште           |                 |              |
| ОШ Шаму Михаљ        | др Имреа Киша 3, Бачко Петрово Село |                 |              |

## Општина Врбас
| Основна школа               | Адреса                      | Година оснивања | Ранији назив |
| --------------------------- | --------------------------- | --------------- | ------------ |
| ОШ „Светозар Милетић” Врбас | Светозара Марковића 5       |                 |              |
| ОШ Петар Петровић Његош     | Палих бораца 3              |                 |              |
| ОШ 20. октобар              | V пролетерске бригаде 4310  |                 |              |
| ОШ Бранко Радичевић         | Маршала Тита 11, Равно Село |                 |              |
| ОШ Бранко Радичевић         | Маршала Тита 5, Савино Село |                 |              |

## Општина Жабаљ
| Основна школа           | Адреса                   | Година оснивања | Ранији назив |
| ----------------------- | ------------------------ | --------------- | ------------ |
| ОШ Милош Црњански       | Трг Светог Саве          |                 |              |
| ОШ Ђура Јакшић          | Трг слободе бб, Чуруг    |                 |              |
| ОШ Јован Јовановић Змај | Краља Петра I 5, Ђурђево |                 |              |

## Општина Србобран
| Основна школа           | Адреса          | Година оснивања | Ранији назив |
| ----------------------- | --------------- | --------------- | ------------ |
| ОШ Вук Караџић          | Хајдук Вељка бб |                 |              |
| ОШ Јован Јовановић Змај | Дожа Ђерђа бб   |                 |              |

## Општина Сремски Карловци
| Основна школа | Адреса | Година оснивања | Ранији назив |
| ------------- | ------ | --------------- | ------------ |

## Општина Темерин
| Основна школа  | Адреса            | Година оснивања | Ранији назив |
| -------------- | ----------------- | --------------- | ------------ |
| ОШ Кокаи Имре  | Кошут Лајоша 3    |                 |              |
| ОШ Петар Кочић | Народног фронта 8 |                 |              |

## Општина Тител
| Основна школа       | Адреса              | Година оснивања | Ранији назив |
| ------------------- | ------------------- | --------------- | ------------ |
| ОШ Светозар Милетић | Милоша Црњанског бб |                 |              |